# وكالة أخبار بديلة
وكالة الأخبار البديلة (أو خدمة الأخبار البديلة) تعمل بأسلوب مشابه لـوكالة الأخبار التجارية، ولكنها تعرّف نفسها على أنها بديلة للإعلام التجاري أو «السائد». ويمتد نطاق عملها إلى الطيف السياسي، ولكنها في الغالب يسارية راديكالية أو تقدمية. وفي بعض الأحيان، تجمع بين خدمات الوكالة الإخبارية واتحاد الطباعة اتحاد الأخبار. ومن ضمن العملاء الرئيسيين صحف أسبوعية بديلة الصحف الأسبوعية البديلة.

## أمثلة

### وكالات إخبارية ما زالت قائمة
- الصحافة الدولية الإنسانية
- أفتر ذا بريس (After the Press)
- أول هيدلاينز نيوز (All Headline News)
- ألترنت (Alternet)
- AltWeeklies.com
- أتلانتك فري برس (Atlantic Free Press)
- Choike.org (القضايا الشمالية/الجنوبية)
- كوليدج برس سيرفس (College Press Service) (في نسختها التجارية)
- كومباس دايركت (Compass Direct)
- إنتر برس سيرفس (القضايا الشمالية/الجنوبية)
- وكالة مثابة نيوز (Mathaba News Agency)
- باسيفيك فري برس (Pacific Free Press)
- بريسات (Pressat)
- باسيفيك نيوز سيرفس (Pacific News Service)
- وكالة الريغي نيوز (The Reggae News Agency)
- أخبار رينف (RINF)

### وكالات إخبارية توقف نشاطها
- خدمات أخبار التحرير (Liberation News Service) منشقة عن وكالة كوليدج برس سيرفس.
- خدمات أخبار التحرير الجديدة (New Liberation News Service)
- اتحاد الصحافة السرية|خدمات الصحافة السرية أعيدت تسميتها إلى اتحاد الصحافة البديلة|خدمات الصحافة البديلة (Alternative Press Service)
- كوليدج برس سيرفس (يديرها طلاب في العاصمة واشنطن، وهي مشروع لـنقابة الصحافة الطلابية الأمريكية)
- كوليدج برس سيرفس (تحولت إلى وكالة جماعية مستقلة في دنفر)
- ألترناتيف برس فيتشرز (Alternative Press Features)
- كوميونتي برس فيتشرز (Community Press Features) التي أسست حوالي عام 1971
- إف بي إس (FPS) أسست حوالي عام 1971 كوكالة إخبارية لطلاب الثانوية تحت الاسم المصحح : «المدارس العامة الحرة» (Free Public Schools).
- ديسباتش نيوز سيرفس (Dispatch News Service) - المنفذ الأصلي لشراء قصة سيمور هيرش عن مجزرة ماي لاي التي وقعت خلال حرب فيتنام
- وكالة خدمات الترجمة الشعبية (People’s Translation Service) تأسست حوالي عام 1972
- زودياك نيوز سيرفس (Zodiac News service) تأسست حوالي عام 1972
- خدمات زوو الإخبارية العالمية (Zoo World Newservice) تأسست حوالي عام 1972
- خدمات إيرث نيوز (Earth News Service) تأسست حوالي عام 1972
- نيوسكريبت ديسباتش سيرفس (Newscript Dispatch Service) هي إعادة تسمية لخدمات إيرث الإخبارية
- خدمات تريكونتيننتال نيوز (Tricontinental News Service) تأسست حوالي عام 1973
- خدمات نيويورك نيوز (New York News Service) تأسست حوالي عام 1973 على يد ريكس وينر وديان ستيلمان
- خدمات الأبلاش نيوز (Appalachian News Service) تأسست حوالي عام 1974
- هير ساي (Her Say) تأسست حوالي عام 1977 على يد مارلين إدموندز من زودياك نيوز سيرفس.